# Joseph Givard
Joseph Givard, né le 27 mai 1923 à Herstal et mort le 29 août 1981 est un footballeur belge.

## Palmarès
- Champion de Belgique en 1958
- 145 matches et 44 buts marqués en Division 1[1].
- Vainqueur de la Coupe de Belgique 1954.